# Ewa Hanus-Fajerska
Ewa Joanna Hanus-Fajerska – polska ogrodnik, doktor habilitowany nauk rolniczych, profesor na Uniwersytecie Rolniczym im. Hugona Kołłątaja w Krakowie, specjalistka od botaniki, wirusologii, roślinnych kultur in vitro oraz fitoremediacji.

## Kariera naukowa
W 1987 roku na Uniwersytecie Rolniczym im. Hugona Kołłątaja w Krakowie uzyskała tytuł magistra inżynieraw zakresie ogrodnictwa. W tym samym roku została zatrudniona na tejże uczelni, a w 1998 roku na jej Wydziale Biotechnologii i Ogrodnictwa uzyskał stopień doktora nauk rolniczych w zakresie ogrodnictwa na podstawie rozprawy pt. Wpływ zakażenia wirusem mozaiki ogórka na żywotność pomidorów oraz ich regenerację i zmienność w kulturach in vitro, której promotorem był Kazimierz Miczyński. W 2011 roku ten sam wydział nadał jej stopień doktora habilitowanego nauk rolniczych w dyscyplinie ogrodnictwa na podstawie pracy pt. Opracowanie metodyki mikrorozmnażania wybranych metalofitów w celu remediacji podłoży zanieczyszczonych kadmem, ołowiem i cynkiem.